# Hiroto Ohhara
Hiroto Ohhara (大原 洋人, Ōhara Hiroto) est un surfeur professionnel japonais né le 14 novembre 1996 à Chiba, au Japon.

## Biographie
Hiroto Ohhara est né à Chiba et apprend à surfer sur le spot de Shidashita. Il entre sur le circuit Qualifying Serires en 2012 à l'âge de 15 ans. En 2013, il se classe troisième des championnats du monde junior ASP. Il remporte en 2015 le prestigieux US Open of Surfing à Huntington Beach, aux États-Unis.

## Palmarès et résultats

### Saison par saison
- 2012 :
  - 1er du Murasaki Shonan Open à Fujisawa (Japon)[2]
  - 3e du Malibu Amami Island Pro aux Îles Amami (Japon)[3]
- 2015 :
  - 3e du Billabong Pro Shikoku à Shikoku (Japon)[4]
  - 1er du Vans US Open of Surfing à Huntington Beach (États-Unis)[5]

### Classements
| Année             | 2012 | 2013 | 2014 |
| ----------------- | ---- | ---- | ---- |
| Qualifying Series | 272e | 149e | 99e  |